# Vintijan
Vintijan (en italien : Vintian) est une localité de Croatie située en Istrie, dans la municipalité de Medulin, dans le comitat d'Istrie. En 2001, la localité comptait 126 habitants.

## Démographie
| 1948 | 1953 | 1961 | 1971 | 1981 | 1991 | 2001 |
| ---- | ---- | ---- | ---- | ---- | ---- | ---- |
| 62   | 64   | 93   | 143  | 0    | 0    | 126  |